# 1140

## Události
- první písemné zmínky o městě Uherský Brod
- založen premonstrátský Strahovský klášter

## Narození
- ? – Raimond III. z Tripolisu, hrabě z Tripolisu a kníže z Galileje († 1187)
- ? – Martín de Hinojosa, kastilský kněz, katolický světec († 16. září 1213)

## Úmrtí
- 12. ledna – Ludvík I. Durynský, vládce Durynska (* asi 1090)
- 14. února – Soběslav I., český kníže (* asi 1090)
- 15. září – Adléta Arpádovna, manželka Soběslava I. a česká kněžna (* 1105–1107)
- ? – Svatý Gaucherius (* 1060)

## Hlavy států
- České knížectví – Soběslav I. – Vladislav II.
- Svatá říše římská – Konrád III.
- Papež – Inocenc II.
- Anglické království – Štěpán III. z Blois
- Francouzské království – Ludvík VII.
- Polské knížectví – Vladislav II. Vyhnanec
- Uherské království – Béla II. Uherský
- Kastilské království – Alfonso VII. Císař
- Rakouské markrabství – Leopold  IV. Babenberský
- Byzantská říše – Jan II. Komneos